# HD 187420
HD 187420，又名CP-55 9221，SAO 246311、HR 7548，是一颗恒星，视星等为5.74，位于銀經342.94，銀緯-30.54，其B1900.0坐标为赤經19h 44m 39.6s，赤緯-55° -30.54′ 31″。